# (8076) 1985 RV4
(8076) 1985 RV4 là một tiểu hành tinh vành đai chính. Nó được phát hiện bởi Henri Debehogne ở Đài thiên văn La Silla ở Chile ngày 15 tháng 9 năm 1985.